# Ailuromancie

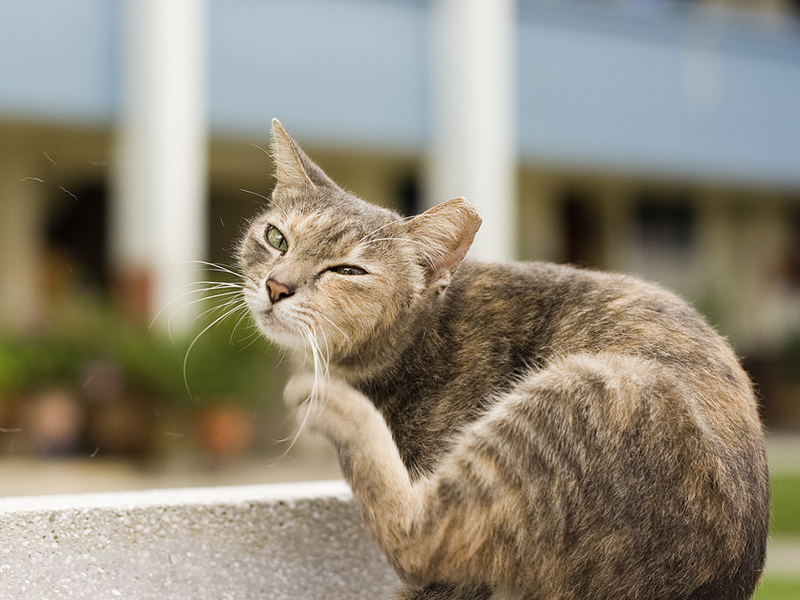
Un chat qui passe sa patte derrière son oreille est pour certains un signe d'averse prochaine.

 (août 2022).
L'ailuromancie ou aeluromancy (du grec ailouros signifiant chat), aussi connue comme felidomancie, est une forme de thériomancie, en l’occurrence la divination en utilisant les mouvements ou les sauts des chats pour prédire des événements futurs, notamment la météo.

## Méthode
L'une des méthodes les plus courantes d'ailuromancie utilise les mouvements et les comportements d'un chat pour prévoir les conditions météorologiques à venir. Par exemple, si le chat tourne la queue de toute source de chaleur, il prédit un changement possible de la météo, en particulier la venue de forte pluie ou de gel. Un autre exemple si un chat se recroqueville avec son front touchant le sol, il indique que des tempêtes, qu'il s'agisse de pluie de la neige, se produiront dans un avenir proche.